# AFC 챔피언스리그 엘리트 우승 기록

## 역사
1967년, 아시아 축구 연맹은 아시안 클럽 토너먼트라는 이름으로 각 회원국의 클럽이 참여하는 대회를 처음으로 개최하였다. 하지만 1972년 2개팀만이 참여하였기에 대회가 취소되었고 이후 한동안 대회가 중단되었다.
1985년에 아시안 클럽 토너먼트는 아시안 클럽 챔피언십이라는 이름으로 부활하였다. 당시 각 국가들의 리그 우승팀들이 참여했다.
2002시즌부터 아시안 클럽 챔피언십와 아시안컵 위너스컵 대회가 통합되면서 AFC 챔피언스리그가 출범했다.

## 아시안 클럽 챔피언십(1967~2002)
| 시즌        | 우승               | 점수                 | 준우승          | 결승 경기장                         |
| ----------- | ------------------ | -------------------- | --------------- | ----------------------------------- |
| 1967        | 하포엘 텔아비브    | 2-1                  | 슬랑오르 FA     | 방콕                                |
| 1968        | 대회 미개최        | 대회 미개최          | 대회 미개최     | 대회 미개최                         |
| 1969        | 마카비 텔아비브    | 1-0                  | 양지            | 방콕                                |
| 1970        | 타지               | 2-1                  | 하포엘 텔아비브 | 테헤란, 암자디예 경기장             |
| 1971        | 마카비 텔아비브    | 결승 기권#1          | 알쇼르타        | 기권으로 인한 결승전 미개최         |
| 1972        | 대회 취소          | 대회 취소            | 대회 취소       | 대회 취소                           |
| 1973 ~ 1984 | 대회 미개최        | 대회 미개최          | 대회 미개최     | 대회 미개최                         |
| 1985-86     | 대우 로얄즈        | 3-1                  | 알아흘리        | 지다                                |
| 1986        | 후루가와 전기공업  | 결승 리그#2          | 알힐랄          | 리야드                              |
| 1987        | 요미우리           | 결승 기권#3          | 알힐랄          | 기권으로 인한 결승전 미개최         |
| 1988-89     | 알사드             | 2-3 1-0              | 알카르크        | 바그다드 도하, 셰이크 알사니 경기장 |
| 1989-90     | 랴오닝             | 2-1 1-1              | 닛산 자동차     | 요코하마, 미쓰자와 스타디움 선양    |
| 1990-91     | 에스테글랄         | 2-1                  | 랴오닝          | 다카, 방가반두 국립경기장           |
| 1991        | 알힐랄             | 1-1 (a.e.t.) (4-3 p) | 에스테글랄      | 도하                                |
| 1992-93     | 파스               | 1-0                  | 알샤바브        | 바레인                              |
| 1993-94     | 태국 농민은행      | 2-1                  | 오만 클럽       | 방콕                                |
| 1994-95     | 태국 농민은행      | 1-0                  | 알아라비        | 방콕                                |
| 1995        | 일화 천마          | 1-0                  | 알나스르        | 리야드, 킹 파드 국립 경기장         |
| 1996-97     | 포항 스틸러스      | 2-1                  | 천안 일화 천마  | 쿠알라룸푸르                        |
| 1997-98     | 포항 스틸러스      | 0-0 (a.e.t.) (6-5 p) | 다롄 완다       | 홍콩, 홍콩 대구장                   |
| 1998-99     | 주빌로 이와타      | 2-1                  | 에스테글랄      | 테헤란, 아자디 스타디움             |
| 1999-00     | 알힐랄             | 3-2                  | 주빌로 이와타   | 리야드, 킹 파드 국립 경기장         |
| 2000-01     | 수원 삼성 블루윙즈 | 1-0                  | 주빌로 이와타   | 수원, 수원종합운동장                |
| 2001-02     | 수원 삼성 블루윙즈 | 0-0 (a.e.t.) (4-2 p) | 안양 LG 치타스  | 테헤란, 아자디 스타디움             |

1. 1971년 아시안 챔피언 클럽 토너먼트에서 이라크의 알쇼르타는 당시 논란의 대상인 팔레스타인 영토 문제와 관련하여 이스라엘에 대한 항의의 표시로 이스라엘의 마카비 텔아비브와의 경기를 거부했다. 본선 조별 리그에서 두 구단 간의 경기는 알쇼르타의 기권으로 인한 마카비 텔아비브의 승리(2-0 승리)로 처리되었다. 결승전 당일에 알쇼르타의 선수들은 대회 결승전 상대가 마카비 텔아비브로 결정되자 경기장에 이라크의 국기와 팔레스타인의 국기를 흔들면서 경기를 거부하였다. 알쇼르타가 정치적 문제를 이유로 경기를 거부함에 따라 당해 대회는 마카비 텔아비브가 우승한 것으로 기록되었다. 당시 아랍권 언론들은 알쇼르타의 이러한 행위에 찬사를 보냈다.
2. 1986년 아시안 클럽 챔피언십에서는 예선격인 제1라운드와 제2라운드를 거치고 본선격인 최종 라운드에 진출한 팀들을 대상으로 결승 리그를 진행하였다. 이에 따라 최종 라운드에 진출한 4개 팀은 사우디아라비아 리야드에서 1번의 라운드 로빈 형식으로 경기를 치르고 결승 리그 끝에 가장 높은 성적의 팀이 당해 대회를 우승하는 것으로 결정되었다. 이에 3전 3승의 성적을 거둔 일본의 후루가와 전기공업이 우승을 차지하였다.
3. 1987년 아시안 클럽 챔피언십에서 사우디아라비아의 알힐랄과 일본의 요미우리의 결승전 대진이 결정된 상황에서 알힐랄 소속 선수 9명이 사우디아라비아 축구 국가대표팀에 호출되었다. 사우디아라비아 축구 국가대표팀의 훈련 캠프 기간이 결승전 일정과 겹침에 따라 알힐랄이 결승 1차전을 치르기도 전에 기권하였고 당해 대회는 요미우리 FC가 우승한 것으로 기록되었다.

## AFC 챔피언스리그(2003~2024)
| 시즌    | 우승                   | 점수                 | 준우승                 | 결승 경기장                                                           |
| ------- | ---------------------- | -------------------- | ---------------------- | --------------------------------------------------------------------- |
| 2002-03 | 알아인                 | 2-0 0-1              | BEC 테로 사사나        | 알아인, 타흐눈 빈 모하메드 경기장 방콕, 라차망칼라 스타디움           |
| 2004    | 알이티하드             | 1-3 5-0              | 성남 일화 천마         | 지다, 프린스 압둘라 알파이살 경기장 성남, 성남종합운동장              |
| 2005    | 알이티하드             | 1-1 4-2              | 알아인                 | 알아인, 타흐눈 빈 모하메드 경기장 지다, 프린스 압둘라 알파이살 경기장 |
| 2006    | 전북 현대 모터스       | 2-0 1-2              | 알카라마               | 전주, 전주월드컵경기장 홈스, 칼레드 빈 왈레드 경기장                  |
| 2007    | 우라와 레드 다이아몬즈 | 1-1 2-0              | 세파한                 | 이스파한, 풀라드 샤하르 경기장 사이타마, 사이타마 스타디움 2002       |
| 2008    | 감바 오사카            | 3-0 2-0              | 애들레이드 유나이티드  | 오사카, 만박 기념 경기장 애들레이드, 하인드마시 스타디움              |
| 2009    | 포항 스틸러스          | 2-1                  | 알이티하드             | 도쿄, 국립 가스미가오카 육상 경기장                                   |
| 2010    | 성남 일화 천마         | 3-1                  | 조브 아한              | 도쿄, 국립 가스미가오카 육상 경기장                                   |
| 2011    | 알사드                 | 2-2 (a.e.t.) (4-2 p) | 전북 현대 모터스       | 전주, 전주월드컵경기장                                                |
| 2012    | 울산 현대              | 3-0                  | 알아흘리               | 울산, 울산문수축구경기장                                              |
| 2013    | 광저우 헝다            | 2-2 1-1 (a)          | FC 서울                | 서울, 서울월드컵경기장 광저우, 톈허 스포츠 센터                       |
| 2014    | 웨스턴 시드니 원더러스 | 1-0 0-0              | 알힐랄                 | 시드니, 패러매타 스타디움 리야드, 킹 파흐드 국제경기장                |
| 2015    | 광저우 헝다            | 0-0 1-0              | 알아흘리               | 아부다비, 알자지라 모하메드 빈 자예드 경기장 광저우, 톈허 스포츠 센터 |
| 2016    | 전북 현대 모터스       | 2-1 1-1              | 알아인                 | 전주, 전주월드컵경기장 알아인, 하자빈 자예드 스타디움                 |
| 2017    | 우라와 레드 다이아몬즈 | 1-1 1-0              | 알힐랄                 | 리야드, 킹 파흐드 국제경기장 사이타마, 사이타마 스타디움 2002         |
| 2018    | 가시마 앤틀러스        | 2-0 0-0              | 페르세폴리스           | 가시마, 가시마 사커 스타디움 테헤란, 아자디 스타디움                  |
| 2019    | 알힐랄                 | 1-0 2-0              | 우라와 레드 다이아몬즈 | 리야드, 킹 사우드 대학 경기장 사이타마, 사이타마 스타디움 2002        |
| 2020    | 울산 현대              | 2-1                  | 페르세폴리스           | 알와크라, 알자누브 스타디움                                           |
| 2021    | 알힐랄                 | 2-0                  | 포항 스틸러스          | 리야드, 킹 파흐드 국제경기장                                          |
| 2022    | 우라와 레드 다이아몬즈 | 1-1 1-0              | 알힐랄                 | 리야드, 킹 파흐드 국제경기장 사이타마, 사이타마 스타디움 2002         |
| 2023-24 | 알아인                 | 1-2 5-1              | 요코하마 F 마리노스    | 요코하마, 닛산 스타디움 알아인, 하자빈 자예드 스타디움                |

## 통계

### 역대 (1967~)

#### 클럽별 우승 횟수
| 구단                          | 우승 | 준우승 | 우승 연도                   | 준우승 연도                  |
| ----------------------------- | ---- | ------ | --------------------------- | ---------------------------- |
| 알힐랄                        | 4    | 5      | 1991, 1999-2000, 2019, 2021 | 1986, 1987, 2014, 2017, 2022 |
| 포항 스틸러스                 | 3    | 1      | 1996-97, 1997-98, 2009      | 2021                         |
| 우라와 레드 다이아몬즈        | 3    | 1      | 2007, 2017, 2022            | 2019                         |
| 에스테글랄                    | 2    | 2      | 1970, 1990-91               | 1991, 1998-99                |
| 성남 FC                       | 2    | 2      | 1995, 2010                  | 1996-97, 2004                |
| 알이티하드                    | 2    | 1      | 2004, 2005                  | 2009                         |
| 전북 현대 모터스              | 2    | 1      | 2006, 2016                  | 2011                         |
| 마카비 텔아비브               | 2    | 0      | 1969, 1971                  | —                            |
| 태국 농민은행                 | 2    | 0      | 1993-94, 1994-95            | —                            |
| 수원 삼성 블루윙즈            | 2    | 0      | 2000-01, 2001-02            | —                            |
| 알사드                        | 2    | 0      | 1988-89, 2011               | —                            |
| 광저우                        | 2    | 0      | 2013, 2015                  | —                            |
| 울산 현대                     | 2    | 0      | 2012, 2020                  | —                            |
| 주빌로 이와타                 | 1    | 2      | 1998-99                     | 1999-2000, 2000-01           |
| 알아인                        | 1    | 2      | 2002-03                     | 2005, 2016                   |
| 하포엘 텔아비브               | 1    | 1      | 1967                        | 1970                         |
| 랴오닝 훙윈                   | 1    | 1      | 1989-90                     | 1990-91                      |
| 부산 아이파크                 | 1    | 0      | 1985-86                     | —                            |
| 제프 유나이티드 이치하라 지바 | 1    | 0      | 1986                        | —                            |
| 도쿄 베르디                   | 1    | 0      | 1987                        | —                            |
| 파스                          | 1    | 0      | 1992-93                     | —                            |
| 감바 오사카                   | 1    | 0      | 2008                        | —                            |
| 웨스턴 시드니 원더러스        | 1    | 0      | 2014                        | —                            |
| 가시마 앤틀러스               | 1    | 0      | 2018                        | —                            |
| 알아흘리                      | 0    | 2      | —                           | 1985-86, 2012                |
| FC 서울                       | 0    | 2      | —                           | 2001-02, 2013                |
| 페르세폴리스 FC               | 0    | 2      | —                           | 2018, 2020                   |
| 슬랑오르                      | 0    | 1      | —                           | 1967                         |
| 양지                          | 0    | 1      | —                           | 1969                         |
| 알쇼르타                      | 0    | 1      | —                           | 1971                         |
| 알카르크                      | 0    | 1      | —                           | 1988-89                      |
| 요코하마 F. 마리노스          | 0    | 1      | —                           | 1989-90                      |
| 알샤바브                      | 0    | 1      | —                           | 1992-93                      |
| 오만 클럽                     | 0    | 1      | —                           | 1993-94                      |
| 알아라비                      | 0    | 1      | —                           | 1994-95                      |
| 알나스르                      | 0    | 1      | —                           | 1995                         |
| 다롄 스더                     | 0    | 1      | —                           | 1997-98                      |
| 폴리스 테로                   | 0    | 1      | —                           | 2002-03                      |
| 알카라마                      | 0    | 1      | —                           | 2006                         |
| 세파한                        | 0    | 1      | —                           | 2007                         |
| 애들레이드 유나이티드         | 0    | 1      | —                           | 2008                         |
| 조브 아한                     | 0    | 1      | —                           | 2010                         |
| 샤바브 알아흘리               | 0    | 1      | —                           | 2015                         |

#### 국가별 우승 횟수
| 국가           | 우승 | 준우승 |
| -------------- | ---- | ------ |
| 대한민국       | 12회 | 7회    |
| 일본           | 8회  | 4회    |
| 사우디아라비아 | 6회  | 10회   |
| 이란           | 3회  | 6회    |
| 중국           | 3회  | 2회    |
| 이스라엘       | 3회  | 1회    |
| 카타르         | 2회  | 1회    |
| 태국           | 2회  | 1회    |
| 아랍에미리트   | 1회  | 3회    |
| 오스트레일리아 | 1회  | 1회    |
| 이라크         |      | 2회    |
| 말레이시아     |      | 1회    |
| 오만           |      | 1회    |
| 시리아         |      | 1회    |

### AFC 챔피언스리그 시대 (2003~)

#### 클럽별 우승 횟수
| 구단                   | 우승 | 준우승 | 우승 연도        | 준우승 연도      |
| ---------------------- | ---- | ------ | ---------------- | ---------------- |
| 우라와 레드 다이아몬즈 | 3    | 1      | 2007, 2017, 2022 | 2019             |
| 알힐랄                 | 2    | 3      | 2019, 2021       | 2014, 2017, 2022 |
| 알이티하드             | 2    | 1      | 2004, 2005       | 2009             |
| 전북 현대 모터스       | 2    | 1      | 2006, 2016       | 2011             |
| 울산 현대              | 2    | 0      | 2012, 2020       | —                |
| 광저우                 | 2    | 0      | 2013, 2015       | —                |
| 알아인                 | 1    | 2      | 2003             | 2005, 2016       |
| 성남 FC                | 1    | 1      | 2010             | 2004             |
| 포항 스틸러스          | 1    | 1      | 2009             | 2021             |
| 감바 오사카            | 1    | 0      | 2008             | —                |
| 알사드                 | 1    | 0      | 2011             | —                |
| 웨스턴 시드니 원더러스 | 1    | 0      | 2014             | —                |
| 가시마 앤틀러스        | 1    | 0      | 2018             | —                |
| 페르세폴리스           | 0    | 2      | —                | 2018, 2020       |
| 폴리스 테로            | 0    | 1      | —                | 2003             |
| 알카라마               | 0    | 1      | —                | 2006             |
| 세파한                 | 0    | 1      | —                | 2007             |
| 애들레이드 유나이티드  | 0    | 1      | —                | 2008             |
| 조브 아한              | 0    | 1      | —                | 2010             |
| 알아흘리               | 0    | 1      | —                | 2012             |
| FC 서울                | 0    | 1      | —                | 2013             |
| 샤바브 알아흘리        | 0    | 1      | —                | 2015             |

#### 국가별 우승 횟수
| 국가           | 우승 | 준우승 |
| -------------- | ---- | ------ |
| 대한민국       | 6회  | 4회    |
| 일본           | 5회  | 1회    |
| 사우디아라비아 | 4회  | 5회    |
| 중국           | 2회  |        |
| 아랍에미리트   | 1회  | 3회    |
| 오스트레일리아 | 1회  | 1회    |
| 카타르         | 1회  |        |
| 이란           |      | 4회    |
| 태국           |      | 1회    |
| 시리아         |      | 1회    |